# Vlaský tunel
Vlaský tunel je železniční tunel na katastrálním území Vlaské obce Malá Morava na úseku dráhy 025 Dolní Lipka – Hanušovice mezi zastávkami Vlaské a Podlesí v km 75,551–75,510.

## Historie
Železniční trať vlastnila v letech 1873–1895 společnost Moravská pohraniční dráha. Povolení k výstavbě bylo vydáno 11. září 1871 (hlavní koncesionáři bratří Kleinové a firma Eduarda a Karla Oberleithnera). Stavební práce byly zahájeny 31. července 1872 Vídeňskou železniční stavební společností (Wiener Eisenbahnen Baugesellschaft). Po jejím úpadku převzala stavbu 27. března 1873 firma bratří Kleinů a do září 1873 byla trať postavena. Provoz byl zahájen 15. října 1873. Na trati byly postaveny dva tunely, čtyři mosty a zářezy mezi Dolní Hradečnou a Libinou. V roce 1955 byla provedena generální oprava tunelu.

## Popis
Jednokolejný tunel, který se nachází na trati Dolní Lipka – Hanušovice, byl stavěn tak, aby v něm mohly být položeny dvě koleje. Trať je vedena údolím řeky Moravy. Podél kolejí se tyčí skalní stěna tvořená granodioritem a rulou. Tunel byl postaven v úseku mezi dnešními zastávkami Vlaské a Podlesí ve výběžku skály bezejmenného vrchu (626 m n. m.), který obtéká řeka Morava, je v nadmořské výšce 485 m a měří 158,8 m. Po výjezdu z tunelu následuje železniční most přes řeku Moravu. Tunel a portály mají kamennou obezdívku.